# Яннарас, Христос
Хри́стос Яннара́с (греч. Χρήστος Γιανναράς; 10 апреля 1935, Афины — 24 августа 2024, Китира, Аттика) — видный греческий православный философ, богослов и писатель. Профессор философии Института политических наук и международных исследований Университета «Пантеон» (Афины), член Международной академии религиозных исследований, почётный доктор Белградского университета, доктор философских наук университета Сорбонна и духовной школы Университета Аристотеля в Салониках.

## Биография
В 1954—1958 годы изучал богословие в Афинах, вступил в братства «Зои» (вышел из него через 10 лет). В 1964—1967 изучал философию в Бонне, попал под влияние идей Хайдеггера. В 1968—1970 годы работал в Париже над докторской диссертацией, которую защитил в Сорбонне на тему «Метафизика тела у святого Иоанна Лествичника».
С 1982 по 2002 год был ординарным профессором философии в Университете Пантеон в Афинах, сначала на тогдашнем объединённом факультете политических наук и международных исследований, а затем на факультете международных и европейских исследований. Он преподавал философскую терминологию и методику, политическую философию и культурную дипломатию.
В 2019 году стал архонтом Великим ритором Вселенского Патриархата. Оффикий (титул) архонта был присвоен Яннарасу патриархом Варфоломеем за его вклад в теологию, философию, просвещение и культуру.
Умер 24 августа 2024 года в возрасте 89 лет.

## Взгляды
Являлся сторонником евроскептицизма, считал Владимира Путина одним из величайших политических лидеров начала XXI века. В 2008 году опубликовал в газете «Катимерини» размышления на тему того, что Греции нужен свой «Путин» для поднятия престижа страны на международной арене.
В январе 2012 года в статье в газете «Катимерини» подверг критике вооруженные силы, судебную власть и президента Греции, президента Афинской академии, некоторых ректоров университетов, некоторых дипломатов и учёных, которые, по его мнению, должны были выступить против условий, навязанных стране Международным валютным фондом и Европейским союзом. В январе 2019 года, за несколько дней до голосования греческого парламента по Преспскому соглашению, выразил свою точку зрения в статье «Полный вперёд к катастрофе» в той же газете.